# گولد هیل، شهرستان پلیسر، کالیفرنیا
گولد هیل (به انگلیسی: Gold Hill) یک منطقهٔ مسکونی در ایالات متحده آمریکا است که در شهرستان پلاسر، کالیفرنیا واقع شده‌است. گولد هیل ۱۰۸ متر بالاتر از سطح دریا واقع شده‌است.